# فان فيكر
جوزيف فان فيكر (بالإنجليزية: Joseph van Vicker)‏ (مواليد 1 أغسطس 1977)، هُو مُمثل غاني من أصل ليبيري هولندي.

## وصلات خارجية
- الموقع الرسمي
- فان فيكر على موقع IMDb (الإنجليزية)
- فان فيكر على موقع قاعدة بيانات الفيلم (الإنجليزية)
- فان فيكر على موقع كينوبويسك (الروسية)
- فان فيكر  على فيسبوك.